# Amerykańska dziewczyna
Amerykańska dziewczyna – amerykański film obyczajowy z 2000 roku oparty na faktach.

## Główne role
- Penelope Ann Miller – Mary Kay Letourneau
- Omar Anguiano – Vili Fualaau
- Mercedes Ruehl – Jane Newhall
- Rena Owen – Soona Fualaau
- Greg Spottiswood – Steve Letourneau
- Christopher Bondy – John Schmitz
- Janet-Laine Green – Pani Schmitz
- Gary Hudson – Charles Dunphy
- Robert Clark – Steven jr
- Lori Hallier – Jan Griffin
- Julie Khaner – Detektyw Coughlin
- Philip Akin – Detektyw Albany
- Bobby Del Rio – Favia Fualaau
- Kyra Harper – Barbara Henries
- Cody Jones – Joe Schmitz

## Fabuła
Mary Kay Letourneau pracuje jako nauczycielka. Jest mężatką i matką czworga dzieci, ale nie czuje się szczęśliwa w związku. Pewnego dnia poznaje 13-letniego ucznia, z którym zaczyna romansować. Zachodzi z nim w ciążę. Po urodzeniu dziecka trafia pod sąd jako oskarżona o uwiedzenie nieletniego. Ma zakaz spotykania się z uczniem, ale łamie go, mając z nim drugie dziecko. W końcu trafia do więzienia.